# Robert II av Flandern
Robert II av Flandern (född 1065, död 5 oktober 1111) var greve av Flandern från 1093 till 1111. Han blev känd som Robert av Jerusalem (Robertus Hierosolimitanus) efter hans dåd i det Första korståget.